# Informationsmittel für Bibliotheken
Informationsmittel für Bibliotheken (IfB) ist eine bibliothekarische Fachzeitschrift, die seit 1993 von Klaus Schreiber herausgegeben wird. 
In der Zeitschrift erscheinen Rezensionen zu Informationsmitteln wie Lexika, Sammlungen von Biografien, Verzeichnissen oder Ähnlichem. Die Rezensionen werden dabei in die fünf Hauptgruppen Allgemeines, Kulturwissenschaften, Gesellschaftswissenschaften, Geschichte und Länderkunde und Naturwissenschaften, Technik, Medizin unterteilt, die ihrerseits weiter untergliedert sind.
Die Print-Ausgabe der Zeitschrift wurde 2000 zugunsten der beim Bibliotheksservice-Zentrum Baden-Württemberg untergebrachten elektronischen Erscheinungsweise eingestellt und heißt seitdem Informationsmittel. IFB. Digitales Rezensionsorgan für Bibliothek und Wissenschaft. Bis 2008 erschien sie zweimal jährlich, seitdem erscheinen keine Ausgaben mehr, da die Rezensionen einzeln veröffentlicht werden.
Die besondere Bedeutung dieses Fachreferateorgans liegt für Bibliotheken darin, dass durch die Verknappung der Erwerbungsmittel seit Mitte der 1980er Jahre bessere Anschaffungsentscheidungen für die oft sehr teuren Nachschlagewerke getroffen werden konnten. Die Rezensionen werden von Fachbibliothekaren und Wissenschaftlern verfasst.

## Kritik an ideologischer Ausrichtung
2016 wurde nach Recherchen von Journalisten Kritik an der ideologischen Ausrichtung des Einzelreferenten Till Kinzel geäußert, dass „etliche Rezensionen Schleichwerbung für das politisch rechte Spektrum [enthalten], wissenschaftlich nicht neutral und sogar irreführend“ seien. Dabei wurde dem Rezensionsorgan vorgeworfen, dass es ein „privater Ein-Mann-Betrieb [sei], der Rezensionen über das Bibliotheksservice-Zentrum Baden-Württemberg in Konstanz an die Uni-Bibliotheken und schließlich bis zum Leser liefert, die von niemandem mehr auf ihre Qualität kontrolliert werden“ und auf einem engen Kreis von Rezensenten beruhe. Darauf kündigten Universitätsbibliotheken in Dresden, Leipzig und das Bibliotheksservice-Zentrum Baden-Württemberg an, den technischen Dienst für die Rezensionsplattform einzustellen.